# Keith Smart
Jonathan Keith Smart (ur. 21 września 1964 w Baton Rouge) – amerykański koszykarz, występujący na pozycji rozgrywającego oraz trener koszykarski.

## Osiągnięcia
NCAA
- Mistrz NCAA (1987)[1]
- Most Outstanding Player (MOP) NCAA Final Four (1987)[2]
- Zaliczony do I składu NCAA Final Four (1987)[3]

Drużynowe
- Mistrz WBL (1990)[4]

Indywidualne
- Najlepszy rezerwowy sezonu WBL (1989)[4]
- 2-krotnie zaliczany do WBL All-Defensive Team (1989, 1991)[4]

Reprezentacja
- Wicemistrz igrzysk panamerykańskich (1987)[5]

Trenerskie
- 5-krotny Trener Miesiąca Konferencji American CBA[6]